# 아이린 (프로게이머)
아이린(본명: 허영철, 1989년 10월 25일 ~ )은 대한민국의 전직 리그 오브 레전드 프로게이머이다. 선수 시절 아이디는 Irean이며 포지션은 AD 캐리였다. 현재 농심 레드포스의 감독으로 활동 중이다.

## 선수 시절
2012년 5월 31일, 제닉스 템페스트에 입단하면서 프로 커리어를 시작했다.
2014년 1월, 은퇴했다.

## 지도자 생활
2014년 5월, 사이공 판타스틱 파이브의 코치로 부임했다.
2022 서머시즌을 앞두고 농심 레드포스의 감독으로 부임했다.

## 소속팀

### 선수
| # | 팀명            | 소속 기간               | 소속 리그 | 비고 |
| - | --------------- | ----------------------- | --------- | ---- |
| 1 | 제닉스 템페스트 | 2012.05.31 ~ 2012.11.13 | LCK       |      |
| 2 | 제닉스 스톰     | 2021.11.13 ~ 2013.06.03 | LCK       |      |
| 3 | 팀 에일리언웨어 | 2013-14                 |           |      |

### 지도자
| # | 팀명                   | 직책 | 소속 기간               | 소속 리그 | 비고 |
| - | ---------------------- | ---- | ----------------------- | --------- | ---- |
| 1 | 사이공 판타스틱 파이브 | 코치 | 2014.05.16 ~ 2016.11.28 | VCS       |      |
| 1 | 사이공 조커스          | 코치 | 2014.05.16 ~ 2016.11.28 | VCS       |      |
| 2 | 팀 바이탈리티          | 코치 | 2017.01.05 ~ 2017.05.10 | LCS EU    |      |
| 3 | DS 게이밍              | 코치 | 2017.06.07 ~ 2017.12.01 | LDL       |      |
| 4 | 슈퍼매시브             | 코치 | 2017.12.01 ~ 2018.11.29 | TCL       |      |
| 5 | 카운터 로직 게이밍     | 코치 | 2018.12.04 ~ 2019.11.18 | LCS       |      |
| 6 | 이블 지니어스          | 코치 | 2019.12.02 ~ 2020.10.20 | LCS       |      |
| 7 | 갈라타사라이 e스포츠   | 감독 | 2021.05.18 ~ 2021.12.19 | TCL       |      |
| 8 | 농심 레드포스          | 감독 | 2022.04.06 ~            | LCK       |      |

## 수상 내역

### 지도자
- 리그 오브 레전드 챔피언십 시리즈 2019 서머 3위
- 리그 오브 레전드 챔피언십 시리즈 2020 스프링 3위
- 2021 리그 오브 레전드 터키 챔피언십 리그 서머 우승